# Caganer

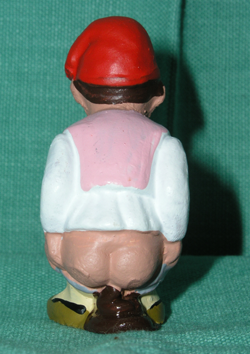
Exemplu de figurină „caganer”

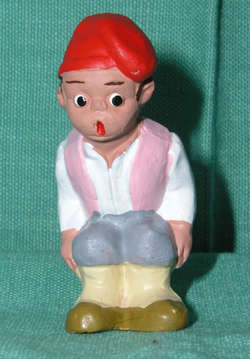

Un Caganer (pronunție în catalană [kəɣəˈne], wc[kaɣaˈne]) este o figurină care, în ciuda actulul de defecare pe care îl execută în Scena Nașterii Domnului, în Catalonia și în țările învecinate cu cultură catalană, cum ar fi Andorra, Valencia și Catalonia de Nord (în sudul Franța), este cea mai populară și răspândită figurină în aceste zone, dar poate fi găsită și în alte zone din Spania (Murcia), Portugalia și Napoli).
Literalmente, în limba catalană El Caganer înseamnă „cel care se cacă”, sau „căcăciosul”. În mod tradițional, figurina reprezintă un țăran, purtând bereta roșie catalană (barretina), cu pantalonii pe vine, în poziția de defecație.

## Origini
Originea exactă a Caganerului nu este cunoscută, dar tradiția există încă din secolul al XVIII-lea. Potrivit societății Amics del Caganer („Prietenii Caganerului”), se crede că a intrat în Scena Nașterii Domnului pe la sfârșitul secolului al XVII-lea sau începutul secolului al XVIII-lea, în perioada barocă. Un depozit de astfel de figurine a fost găsit în apropierea de Tornabous (în Urgell), reprezentând un războinic sfânt iberian în procesul de defecație pe falcata lui. Aceasta a condus la o scurtă dezbatere între Institut d'Estudis Catalans și Departamentul de Arheologie din Consiliul de Cultură al Generalitat de Catalunya pentru a se stabili dacă descoperirea poate fi considerată ca un „proto-caganer” (ceea ce ar plasa originea acestei tradiții mult mai devreme decât se credea anterior) sau doar o reprezentare a unui ritual executat înainte de luptă.

## Motivele populare
Motivele posibile  pentru a plasa o figură reprezentând o persoană în actul de defecare într-o scenă considerată pe scară largă „sfântă” includ:
- Caganerul, prin crearea fecalelor, fertilizează Pământul. Potrivit etnografului Joan Amades, acesta a fost o figură obișnuită în scenele de naștere (pessebres) din secolul al XIX-lea, deoarece oamenii credeau că acest depozit simbolic fertiliza pământul scenelor de naștere, care au devenit astfel fertile și au asigurat scena nașterii pentru anul următor și, împreună cu ea, sănătatea trupului și liniștea minții necesare pentru a reface scena nașterii, cu bucuria și fericirea adusă de Crăciun lângă vatră. Plasarea acestei figurine în scena nașterii a adus noroc și bucurie, dar  făcând acest lucru a produs și adversitate.[6]
- Mulți caganeri moderni reprezintă celebrități și figuri cu autoritate. Prin reprezentarea lor cu pantalonii pe vine, caganerul servește ca un dispozitiv de nivelare pentru a-i aduce cei puternici în jos. [7]
- În ceea ce privește acuzația de blasfemie, așa cum a subliniat antropologul catalan Miguel Delgado, grotescul, mai degrabă decât o negare a divinului, poate să însemne o intensificare a sacrului, pentru ceea ce ar putea fi mai grotesc decât răstignirea lui Isus Hristos, sentimentul de tortură publică și de execuție ca moment definitoriu în povestea creștinismului? [8]
- În eseul său „Les virtuts cìviques del caganer”, antropologul american Brad Erickson susține că catalanii folosesc caganerul pentru a procesa și a răspunde la problemele sociale contemporane, cum ar fi imigrația și controversele în jurul ordonanței civice a Barcelonei (impunerea regulilor de cetățenie publică).[9]

Mai multe opinii:
- „Caganerul este o figură ascunsă și totuși este întotdeauna căutată ca legătură pierdută dintre transcendență și contingență. Fără caganer, nu ar exista scena nașterii, ci mai degrabă o liturghie și nu ar exista o țară reală, ci doar peisajul fals al unui model” (Joan Barril).
- „Caganerul pare să ofere un contrapunct decorului ornamental, la fel ca și trandafiri emoționali, de o frumusețe atât de bine făcută”. (Josep Murgades).
- „Caganerul este, ca și multe alte lucruri care au trecut prin filtrarea multor generații, un obiect de cult, cu devotamentul jucăuș, estetic și superficial pe care îl simțim față de toate lucrurile prostești care ne fascinează adânc”. (Jordi Soler).

## Tradiție
În Catalonia, precum și în restul Spaniei și în cea mai mare parte a Italiei și în sudul Franței, decorațiile tradiționale de Crăciun adesea constau într-un model mai mare al orașului Betleem, asemănătoar cu scenele Nașterii Domnului din lumea anglofonă, dar care cuprinde un întreg oraș, nu doar scena tipică din iesle. Acest pessebre (Nașterea Domnului) este adesea o reproducere a unei scene pastorale cu o „masia” (casă de la țară) tradițională catalană, ca decor central, cu copilul într-o iesle, și scene învecinate, inclusiv o spălătoare lângă un râu, o femeie care toarce lână, ciobani care își veghează oile sau merg la iesle cu daruri, cei trei înțelepți apropiindu-se călare pe spatele unei cămile, o scenă a Bunei Vestiri cu îngerul și păstorii, steaua care indică drumul etc. Materialele obișnuite, cum ar fi mușchii, sunt folosite pentru a reprezenta iarba, iar pluta este utilizată pentru a reprezenta munții sau stâncile. O altă variantă este de a face doar scena sosirii celor 3 înțelepți.
Caganerul este o particularitate deosebit de populară a scenelor de naștere catalane moderne. Se crede că a intrat în scena Nașterii Domnului până la sfârșitul secolului al XVII-lea sau începutul secolului al XVIII-lea, în timpul perioadei barocului. Eminentul folclorist Joan Amades o considera o piesă esențială și cea mai populară figură a scenei Nașterii. Se poate regăsi și în alte părți ale sud-vestului Europei, inclusiv Murcia, regiunea la sud de Comunitatea Valenciană din Spania (unde se numesc cagone), Napoli (cacone sau pastore che caca) și Portugalia (cagões). Există o sculptură a unei persoane care defechează ascunsă în interiorul catedralei Ciudad Rodrigo, Salamanca, deși acest lucru nu face parte din scena Nașterii Domnului. Însoțindu-i pe Maria, mama lui Isus, pe Iosif, pe Isus, pe păstori și pe ceilalți, Caganerul este adesea ascuns într-un colț al modelului, de obicei mai departe de iesle. O tradiție în Țările Catalane este de a organiza un joc în care copiii trebuie să găsească figura ascunsă.

## Reacții locale
Practica este tolerată de Biserica Catolică în zonele în care Caganerul este popular. Deși tradiția are în general sprijin popular, opiniile dacă este complet adecvată sau nu sunt împărțite și nu toate scenele de naștere din Catalonia includ caganerul.

## Tradiții similare
Caganerul nu este singurul personaj defecator în tradiția catalană de Crăciun, altul este Tió de Nadal, care folosește de asemenea imaginea materiei fecale (este un buștean, adică tió care, după a fost „hrănit” timp de câteva săptămâni, i se cere să defecheze în Ajunul Crăciunului și „în mod magic” produce bomboane pentru copii, o bomboană care se presupune că a venit din intestinul său. Alte mențiuni despre fecale și defecare sunt frecvente în folclorul catalan: într-adevăr, o zicală catalană populară  folosită înainte de masă este menja bé, caga fort i nu tinguis por a la mort! („Mănâncă bine, cacă-te tare și nu te teme de moarte!”). În cartea sa Barcelona, criticul de arhitectură și istoricul ruralist Robert Hughes oferă o bună introducere în această tradiție pământească.
Caganerul poate fi găsit și în alte culturi europene, fie ca importanță, fie ca o tradiție minoră locală:
- În Franța: Père la Colique („Părintele Colic”).[13] În Franța, această figurină pare să apară în anii 1930 sau '40.[14]
- În regiunea Murcia, regiunea la sud de țara Valenciană din Spania (unde sunt numite cagones) [15]
- Zona Napoli, unde este cunoscută sub numele de cacone. [15]
- Portugalia, unde sunt cunoscuți sub numele de cagões [4][15][16]

## La piețe și exponate

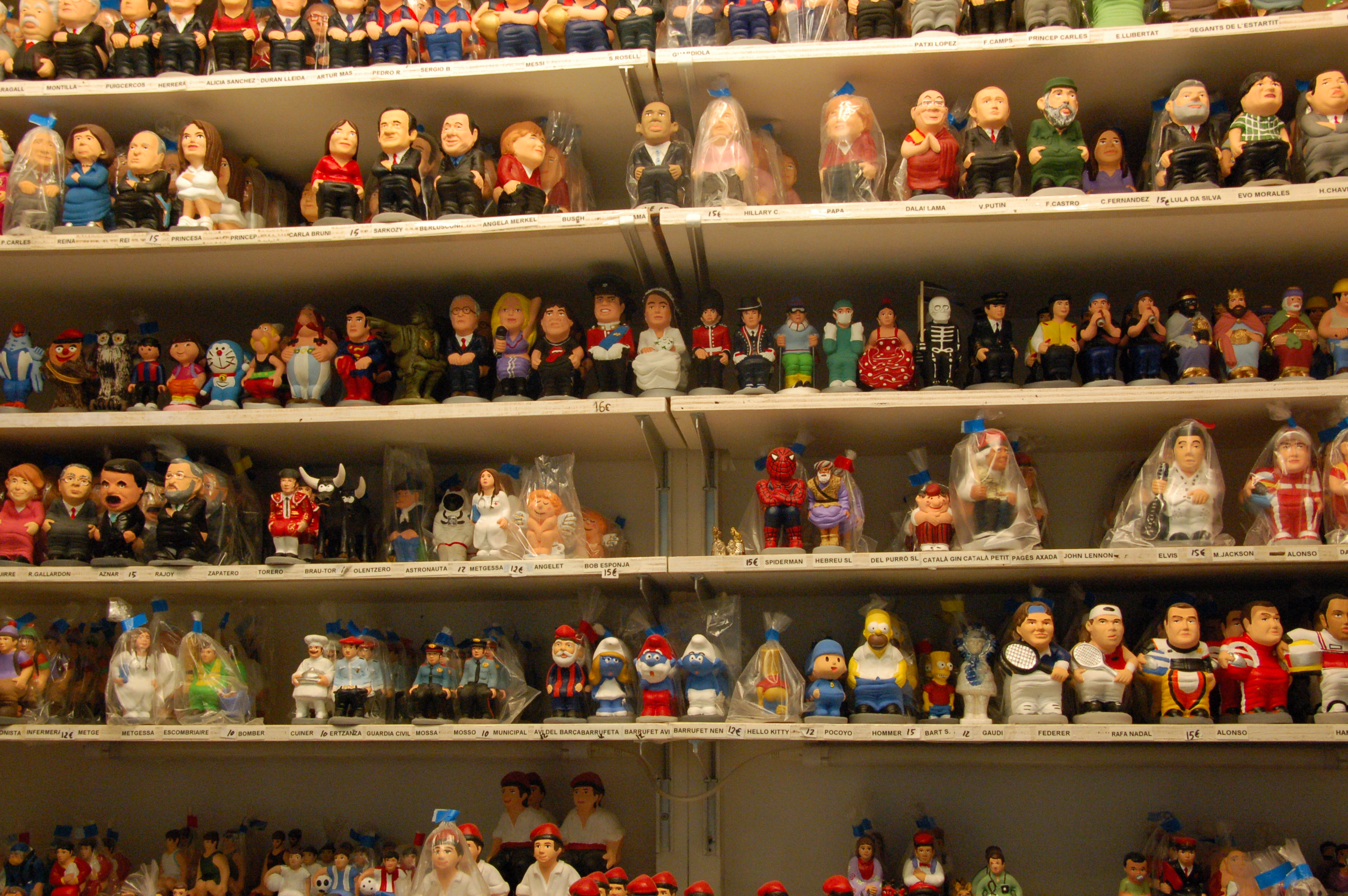

Caganerii sunt cel mai ușor de găsit înainte de Crăciun în târgurile de sărbători, cum ar fi cel din fața Catedralei Santa Eulalia, care are numeroase mese cu Caganeri. În fiecare an se creează noi figurine, iar unii le colecționează. Caganerii sunt punctul central al cel puțin unei asociații (Els Amics del Caganer, adică „Prietenii Caganerului”), ce publică regulat un buletin ("El Caganòfil")) și au fost chiar prezentate în exponatele de artă. În ultimii ani a apărut și o statuetă cu urinare, sau Pixaner, dar nu s-a înrădăcinat și nu a câștigat popularitate serioasă.